# Moritz Boerner

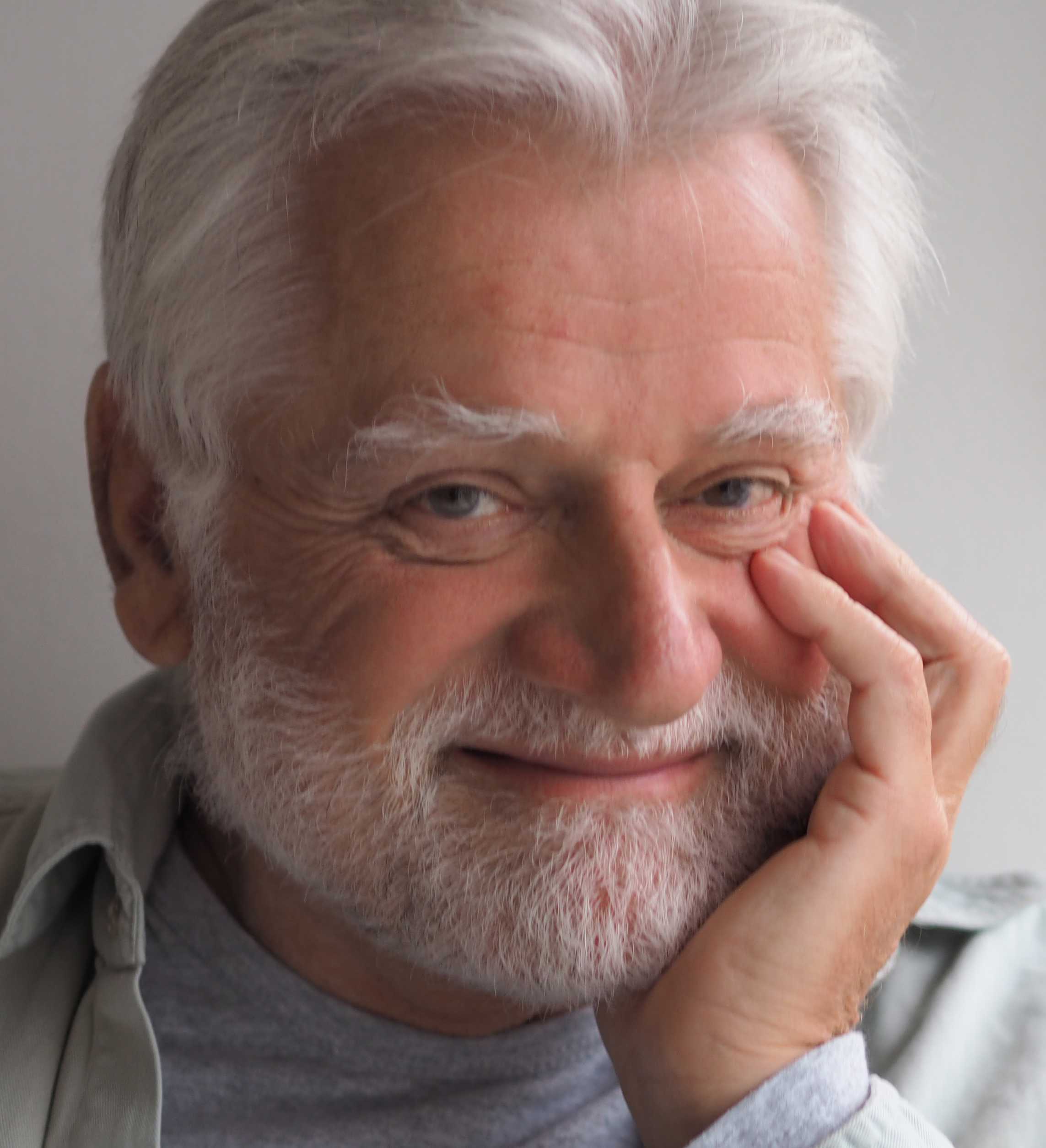
Der Autor Moritz Boerner

Moritz Boerner (* 1945 in Wetzlar) ist ein deutscher Regisseur und Autor.

## Leben
Moritz Boerner erhielt seine Ausbildung als Schauspieler in Wiesbaden. Gleichzeitig arbeitete er als Regieassistent am Hessischen Staatstheater Wiesbaden unter Karl Paryla und Hansgünther Heyme. Es folgten Engagements in Dinkelsbühl bei Klaus Schlette, Wilhelmshaven und Hamburg unter Ivan Nagel, wo Boerner mit Rudolf Noelte und Wolfgang Bauer zusammenarbeitete.
Ein erstes Theaterstück (Die Publikumsbesänftigung – eine Parodie auf Peter Handkes Publikumsbeschimpfung) war (unter dem Pseudonym Malte Bosch) schon in Wilhelmshaven entstanden und wurde von anderen Theatern nachgespielt. Erich Emigholz schrieb in Theater heute: „Fürs erste bewies Boerner, wie relativ leicht mit der Handkeschen Masche ein Ein-Stunden-Programm auszufüllen ist“.
Nach der Gründung der freien Theatergruppe Rost (1974) machte Boerner sich mit der deutschsprachigen Uraufführung des Stückes Gorilla Queen von Ronald Tavel im Hamburger Gruenspan einen Namen. Es folgten eigene Stücke wie BILD am Dienstag und Der eingebildete Arzt.
Nach einer Tätigkeit als Dozent an der Staatlichen Hochschule für Musik und Theater Hannover wandte Boerner sich dem Film zu. Nach einigen Feature-Filmen für das NDR Fernsehen ging er nach Poona zu dem indischen Guru Bhagwan Shree Rajneesh und wurde Sannyasin. Seine Erlebnisse in dieser Zeit verarbeitete er in dem Buch Erleuchtung in Poona und in den umstrittenen und mehrfach beschlagnahmten Kino-Filmen Catch Your Dreams ... und Abenteuer meiner Seele.
Danach arbeitete Boerner für einige Zeit in der Praxis des Heilpraktikers Erhard F. Freitag. In dieser Zeit entstanden unter anderem die Bücher Die Chance AIDS, Weisheit aus dem Unbewussten sowie das Computerprogramm MagicWorks, das er zusammen mit dem Musiker Shantiprem entwickelte. Boerners Aktivitäten in dieser Zeit gelten als umstritten.
Nach einigen von ihm in der Zeitschrift Connection verfassten Artikeln über die Seminarleiterin Byron Katie wurde Boerner 1988 vom Goldmann Verlag gebeten, ein Buch über die Methode „The Work“ zu schreiben.
Es folgten mehrere Bücher zum gleichen Thema sowie eine Multimedia-Anwendung (Nutzen Was Ist).
2013 erwarb Boerner einen Master of Arts in „Biografisches und Kreatives Schreiben“ an der Alice Salomon Hochschule Berlin.
Er lebt als Seminarleiter und Autor in München.

## Werke
- Die Chance AIDS. akasha-Verlagsgesellschaft, Haar bei München 1988, ISBN 3-922992-03-X.
- Weisheit aus dem Unbewussten. Goldmann, München 1988, ISBN 3-442-11824-7.
- Das Tao der Trance. Goldmann, München 1990, ISBN 3-442-12050-0.
- Hypnose und Suggestion. hpt-Verl.-Ges., Wien 1991, ISBN 3-85128-057-1.
- MagicWorks. Verlag Hermann Bauer, Freiburg 1995, ISBN 3-7626-8716-1. (Multimedia-Anwendung)
- Byron Katies The Work – Der einfache Weg zum befreiten Leben. Goldmann, München 1999, ISBN 3-442-14175-3.
- Gemeinsam lieben – Der einfache Weg zur erfüllten Beziehung mit der genialen Methode "The Work". Goldmann, München 2001, ISBN 3-442-14215-6.
- Gemeinsam lieben – Wie Sie mit Hilfe der genialen Methode THE WORK Ihr Leben und Ihre Beziehungen auf unglaubliche Weise verbessern. boernermedia, München 2010, ISBN 978-3-00-030502-3.
- Der Wahrheit ist es egal, wo du sie findest. Goldmann, München 2003, ISBN 3-442-21634-6.
- 30 Minuten für die Auflösung von Ärger und Frustration. Gabal, Offenbach 2005, ISBN 3-89749-513-9.
- The Power Of Truth – The Four Simple Questions Of Byron Katie. boernermedia, München 2009, ISBN 978-3-942498-24-1 (E-Book).
- 30 Minuten Ärger und Frustration auflösen. Erweiterte Neuauflage. Gabal, Offenbach 2012, ISBN 978-3-86936-319-6.
- Erleuchtung in Poona. Geheimsprachen-Verlag, 2013, ISBN 978-3-939211-64-8.
- Roman schreiben - Methoden aus der Romanwerkstatt. boernermedia, München 2013, ISBN 978-3-942498-14-2.
- Green net. boernermedia, München 2016, ISBN 978-3-942498-20-3. (Unter Pseudonym von Manstein, Wilfried).
- Auf der Nase getanzt - Kurzgeschichten. boernermedia, München 2021, ISBN 978-3-942498-77-7.

## Filmografie
- 1976: Renate und Klaus (für das NDR-Fernsehen)
- 1978: Der dicke Fritz (für das NDR-Fernsehen)
- 1981: Wunschfrauen (gefördert von der Stadt Hamburg)
- 1983: Catch Your Dreams... (Kinofilm)
- 1984: Abenteuer meiner Seele (Kinofilm) als DVD erschienen bei boernermedia, ISBN 3-942498-11-1.
- 2001: The Work in der Praxis (Bildtonträger, Film - gem. mit Marilies Mayrhofer), Riwei-Verlag, Regensburg 2001, ISBN 3-89758-267-8.
- 2008: Byron Katie The Work, (Bildtonträger, Film), boernermedia 2000.
- 2009: Wieviel Ärger braucht der Mensch? (Bildtonträger, Film mit Vera F. Birkenbihl), boernermedia, München 1999.